# Buffalo Central Terminal
Le Buffalo Central Terminal est une gare ferroviaire, fermée, des États-Unis. Il est situé à Buffalo dans l'État de New York.
C'était une gare de transit du New York Central Railroad de 1929 à 1979. Il est inscrit au Registre national des lieux historiques depuis 1984.

## Histoire
Le Terminal Central, dû aux architectes Fellheimer & Wagner, est construit dans le district Broadway/Fillmore (ou District de Pologne) de la ville de Buffalo, à 4 km du centre-ville de Buffalo. Il est composé de plusieurs structures reliées entre elles. Sa conception prévoit une fréquentation de 3 200 voyageurs par heure. Il est mis en service le 22 juin 1929 par la New York Central Railroad.
Il est fermé le 28 octobre 1979.

## Patrimoine ferroviaire

### Description

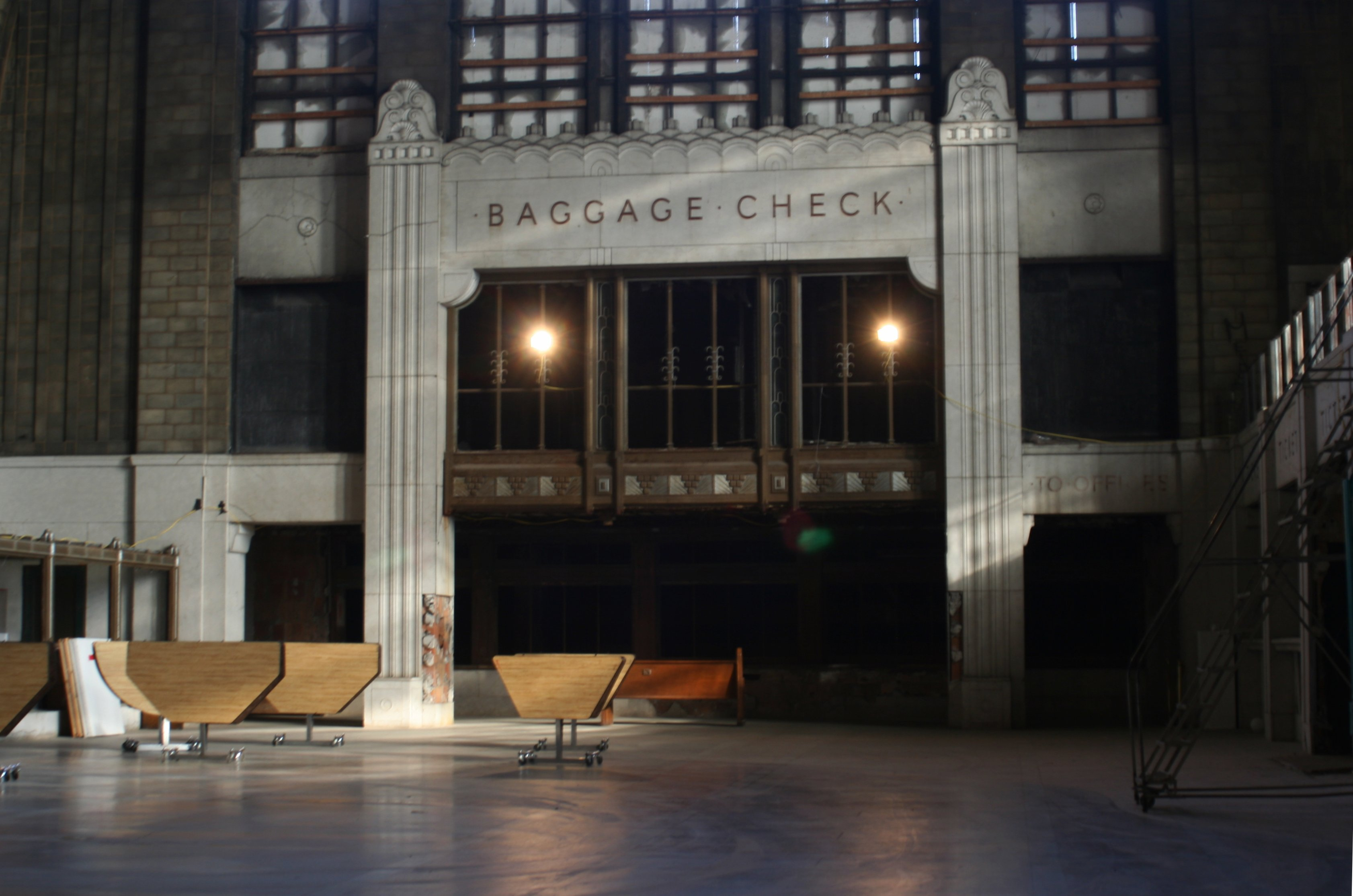
Vue intérieure du Buffalo Central Terminal

Le complexe est marqué par une tour octogonale qui s'élève à 88 mètres au-dessus du niveau de la voie. Son extérieur est en brique brute de couleur chamois avec une garniture en calcaire et en béton. Le terminal central est une structure de six étages, long de 91 m avec une largeur de 68 m et une hauteur de 30 m.
La décoration est du style XVIIe siècle. Le hall principal fait 69 m de long, 21 m de large et 17,8 m de hauteur (19,4 m aux extrémités en forme de dôme). Le bâtiment comprenait différents espaces à louer, un restaurant, un café, un bureau de télégraphe de la Western Union et une fontaine à soda, soit toutes les commodités d'une gare standard. Curtiss Street est directement en dessous du hall, mais a été fermée depuis la fin des années 1980 pour des raisons de sécurité.

### Protection
Après des années d'abandon, le bâtiment était dans un piteux état, mais il est maintenant la propriété d'un groupe de préservation sans profit, le Central Terminal Restoration Corporation. 
La gare est ajoutée au Registre national des lieux historiques en 1984 .